# Titus Burckhardt
Titus Burckhardt (n. 24 octombrie 1908, Florența, Regatul Italiei – d. 15 ianuarie 1984, Lausanne, cantonul Vaud, Elveția) a fost scriitor și filosof elvețian, autor a numeroase lucrări de ezoterism, sufism antropologie, alchimie, metafizică și artă sacră. Este cunoscut și sub numele de Sidi Ibrahim pe care l-a adoptat după convertirea sa la islam.

## Biografie
Titus s-a născut în anul 1908 în orașul Florența din Italia, făcând parte din prestigioasa familie Burckhardt. Tatăl său era renumitul sculptor și pictor Carl Burckhardt (1878-1923). Din arborele genealogic al familiei fac parte și istoricul de artă renascentistă, Jacob Burckhardt (1818-1897), dar și Johann Ludwig Burckhardt (1784-1817), vestitul explorator din Orient care a redescoperit templele de la Petra și Abu Simbel. 
În anul 1909, familia sa se mută la Basel, Elveția. Acolo a urmat școala primară unde l-a întâlnit pentru prima dată de Frithjof Schuon. În 1920, familia a decis să se mute la Ligornetto, în cantonul elvețian Ticino.
În jurul anului 1927, Titus Burckhardt a început să studieze artele, în special pictura și sculptura, dar și istoria artei la Munchen și Paris. În această perioadă a vizitat și Marocul, intrând în contact direct pentru prima dată cu islamul. La întoarcerea în Europa a aflat de scrierile filosofului francez René Guénon care l-au marcat profund. 
În anul 1933, Burckhardt a plecat în Maroc în căutarea unui maestru spiritual. S-a convertit la islam și a învățat limba arabă cu scopul de a putea studia și asimila opera maeștrilor sufi. A ajuns la Fez, vestitul centru spiritual și intelectual islamic, unde l-a cunoscut pe Shaykh Ali Al-Darqawi, nepotul lui Shaykh Muhammad Al-Arabi Al-Darqawi (d.1823), un reformator al confreriei sufi Shadhiliyyah. Shaykh Ali Al-Darqawi l-a inițiat în confrerie, iar Burckhardt și-a putut continua studiile islamice în Maroc.
În anul 1935, Burckhardt a fost vizitat la Fez de către vechiul său prieten din copilărie, Frithjof Schuon, ce se întorcea în Europa de la Mostaganem, Algeria, unde fusese inițiat și desemnat ca transmițător (muqaddam) de către Shaykh Ahmad Al-Alawi. În același an, Burckhardt a părăsit Marocul, a început să corespondeze cu René Guénon și a plecat la Basel pentru a-l reîntâlni pe Schuon. Acolo a cerut să fie inițiat în confreria Alawiyyah pe care acesta o reprezenta. 
Între anii 1936-1939, Burckhardt a studiat istoria artei și limbile orientale la Universitatea din Basel. Din 1937 a început să publice în Études Traditionnelles, jurnal inspirat de René Guénon. Burckhardt a publicat în cadrul acestuia articole diverse despre arta sacră islamică, creștină sau hindusă, antropologie, cosmologie, simbolism sau alchimie. De asemenea, a tradus și câteva tratate de mici dimensiuni ale unor gânditori musulmani de marcă precum Al-Ghazali sau Ibn Arabi.
În anul 1939 a terminat studiile, s-a căsătorit și a devenit redactor al publicației germane și elvețiene Urf Graf, căreia i-a creat o foarte bună reputație. De asemenea, Burckhardt s-a specializat în reproducerea miniaturilor manuscriselor evanghelice medievale. I-ar fi dăruit Papei Pius al XII-lea un astfel de manuscris într-o audiență privată din octombrie 1950. În 1952 s-a mutat cu soția sa la Lausanne.
După ce Marocul și-a căpătat independența în anul 1956, Burckhardt l-a vizitat periodic până în anul 1960. Datorită popularității sale, autoritățile din Maroc în parteneriat cu UNESCO l-au delegat pe Burckhardt în 1972 să se ocupe de supravegherea lucrărilor de reabilitare și conservare a zonei istorice din orașul Fez. 
Titus Burckhardt a decedat în 15 ianuarie 1984.